# Ambystoma rivulare
Ambystoma rivulare is een salamander uit de familie molsalamanders (Ambystomatidae). De soort werd voor het eerst wetenschappelijk beschreven door Edward Harrison Taylor in 1940. Oorspronkelijk werd de wetenschappelijke naam Rhyacosiredon rivularis gebruikt.

## Verspreiding en leefgebied
Deze soort komt voor in delen van zuidelijk Noord-Amerika en leeft endemisch in Mexico.